# Supernetting
El supernetting és un procediment que aprofita els principis de CIDR per a direccionar cap a un conjunt de xarxes IP utilitzant una sola ruta. Aquesta ruta obtinguda, s'anomena supernet.
Per a la millor comprensió, n'exposem un exemple:
Suposem que en un swich multixarxa, s'hi troben 4 xarxes:
```
192.168.0.0/24
192.168.1.0/24
192.168.2.0/24
192.168.3.0/24
```

Si desitgem sumaritzar aquestes quatre xarxes (que hipotèticament requereixen quatre rutes diferents als dispositius veïns) en una sola xarxa a publicar, podem sintetitzar-les a la supernet IP: 192.168.0.0/22. Aquesta única supernet engloba les quatre xarxes inicials, obtenint com a resultat una supernet de 22 bits per la part de xarxa i 10 bits per la part de host, amb un total de (2^10)-2=1022 hosts:
```
Adreça IP.......11000000.10101000.
000000
00.00000000
Màscara.........11111111.11111111.
111111
00.00000000
```

Observeu el tercer octet:
```
Máscara............
111111
00
Subxarxa 0.........
000000
00
Subxarxa 1.........
000000
01
Subxarxa 2.........
000000
10
Subxarxa 3.........
000000
11
```

Els bits ressaltats en negreta són els que corresponen a la part que identifica la xarxa amb una màscara de 22 bits. En aquest cas, les quatre xarxes /24 tenen el mateix patró binari i per tant, es poden sintetitzar en una sola ruta.
S'ha de tenir present que per a implementar el supernetting, és necessari fer ús de protocols d'encaminament que soportin VLSM i CIDR, com ara: RIPv2, EIGRP, OSPF, IS-IS o BGP. Quan s'implementa alguns d'aquests protocols, depenent del protocol, Cisco IOS habilita o no per defecte la funció d'autosumaritzar rutes a les fronteres de classe. La sumarització també pot configurar-se manualment.
Això és una pràctica important en grans xarxes corporatives, pel que fa a recursos de processament i memòria la reducció de grandària de les taules d'encaminament. En canvi, a internet és una pràctica essencial per a poder mantenir la grandària de les taules d'encaminament dins de límits admissibles.